# Fargesia denudata
Fargesia denudata är en gräsart som beskrevs av Tong Pei Yi. Fargesia denudata ingår i släktet bergbambusläktet, och familjen gräs. Inga underarter finns listade i Catalogue of Life.